# إغناطيوس عبد المسيح الثاني
مار إغناطيوس عبد المسيح الثاني (17 يناير 1854 – 30 أغسطس 1915)، بطريرك أنطاكية ورئيس الكنيسة السريانية الأرثوذكسية من عام 1895 حتى تنحيته عام 1903.

## النشأة
وُلد عبد المسيح في قرية قلعة مرة شرقي ماردين عام 1854 وفي سن 12 عام 1866 التحق بدير الزعفران حيث بدأ تعليمه. بعد سبع سنوات، في عام 1873، انضم إلى الرهبنة وأصبح راهباً. في عام 1875، رُسم عبد المسيح كاهنًا، وفي عام 1886، كُرس أسقفاً.
بعد وفاة البطريرك إغناطيوس بطرس الرابع عام 1894، بدأ التنافس بين عبد المسيح و‌إغناطيوس عبد الله الثاني، مطران حمص وحماة، ليتم انتخابه على العرش البطريركي. وفقاً للإرساليات الأمريكية العاملة في سوريا في ذلك الوقت، تدخلت الحكومة العثمانية وأرعبت الأساقفة بناءً على من يدفع أعلى سعر. ومع ذلك، في عام 1895، تم انتخاب عبد المسيح وتكريسه بطريركاً، الذي اتخذ على أساسه الاسم البطريركي إغناطيوس.

## بطريرك أنطاكية
اعتلى عبد المسيح العرش البطريركي في مستهل فترة صعبة للغاية بالنسبة للكنيسة السريانية الأرثوذكسية، حيث أدت المظاهرات التي نظمها الأرمن والسريان المسيحيون ضد الوالي العثماني في ديار بكر، في أكتوبر من نفس العام، إلى مجازر على يد السكان المسلمين في جميع أنحاء المحافظة ومقتل ثلثي السريان المسيحيين في الدولة العثمانية.
وبحسب الأب أرمليت، استدعى الوالي عبد المسيح، حيث شاهد البطريرك آثار المذبحة مباشرة، ووفقاً للتقاليد الشفوية، فقد صدمته هذه التجربة، مما تسبب في شربه عند عودته إلى المقعد الأبوي. يدعي التقليد الشفوي أن شرب عبد المسيح أدى إلى ترسيبه من قِبل مجموعة من الأساقفة داخل الكنيسة. وأثناء المجازر هُجرت قرية قلعة مرة مسقط رأس عبد المسيح بسبب الهجمات الكردية.
بقي عابد بطريركاً حتى إقالته في 10 نوفمبر 1903، ولكن من ولماذا مثير للجدل داخل الكنيسة. جاء الإيداع نتيجة لأمر حظر من قِبل حكام المنطقة في 10 نوفمبر 1903 وسحب الفرمان الممنوح لعبد المسيح عند صعوده. يدعي أنصار خليفته، إغناطيوس عبد الله الثاني، أن عبد المسيح قد تحول إلى الكاثوليكية وتم حرمانه من قبل المجمع المقدس نتيجة لذلك. في حين ادعى أنصار عبد المسيح أن إغناطيوس عبد الله الثاني رشوة للحكومة العثمانية لإصدار فرمان بإقالة عبد المسيح من منصبه وأن المجمع المقدس لم يحرمه.
بغض النظر، ادعى عبد الله أنه البطريرك من 5 أغسطس 1906 حتى وفاته في عام 1915 وكان مقره في دير مار مرقس في القدس، حيث كان أسقفاً. ومع ذلك، استمر عبد المسيح في الإقامة في المقر البطريركي في دير الزعفران، مما أثار تساؤلات حول احتمال الطرد الكنسي.

## كنيسة مالانكارا
تسبب التنافس بين البطاركة في حدوث شقاق داخل الكنيسة تفاقم عندما رسم إغناطيوس عبد الله الثاني أساقفة هنود في عام 1908، مما خلق الخوف في كنيسة مالانكارا من أنه سيحاول السيطرة على الكنيسة، وعكس قرارات مجلس مولانثوروثي في عام 1876. نتيجة لذلك، بدأ أنصار عبد المسيح في الدعوة إلى تعيين مفريان أو جاثليق لمنع كنيسة مالانكارا من الخضوع لسيطرة عبد الله.
في عام 1912، تمت دعوة عبد المسيح إلى الهند من قِبل أسقف مالانكارا جيفارجيس مار ديونيسيوس من فاتاسريل لمناقشة مع سينودس مالانكارا من سيتم تعيينه جاثليق، وهو الطلب الذي رفضه سابقاً. صوّت المجمع بالإجماع لمار إيفانيوس ليصبح جاثليق وفي 15 سبتمبر 1912 كرس عبد المسيح إيفانيوس باسم باسيليوس بولوز الأول في كنيسة القديسة ماري ونيرانام وجيفارجيس مار غريغوريوس، نيرانام وكذلك جيفارجيز مار جريجوريوس وجيفارجيز مار فيلوكسينوس ويوياكيم مار إيفانيوس. كما منح المجمع، برئاسة أسقف مالانكارا، سلطة تكريس جاثليق جديد عندما أصبح الكرسي شاغراً.
أدى ذلك إلى الانقسام الدائم بين ما سيصبح كنيسة مالانكارا الأرثوذكسية السريانية التي اعترضت على ترسيب عبد المسيح، و‌كنيسة مالانكارا المسيحية السريانية اليعقوبية التي دعمت عبد الله الثاني.

## السنوات اللاحقة
في مارس 1913، عاد عبد المسيح إلى ماردين حيث أمضى السنوات المتبقية من حياته في الصلاة والسلام. توفي في 30 أغسطس 1915 ودُفن في دير الزعفران، مكان الراحة التقليدي لبطاركة أنطاكية. تحتفل كنيسة مالانكارا الأرثوذكسية السريانية بعيده التذكاري في 15 أغسطس.